# Norma Drew
Norma Drew (* 8. Dezember 1903 in San Bernardino, Kalifornien; † 23. August 1998 in West Hills, Los Angeles, Kalifornien) war eine US-amerikanische Schauspielerin, die vor allem durch ihre Verkörperung der Mrs. Laurel in dem Kurzfilm Laurel und Hardy: Die Dame auf der Schulter (1931) bekannt wurde.

## Leben und Karriere
Norma Drew begann ihre Schauspielkarriere Anfang der 1930er Jahre, als sie in Filmen wie What a Man! (1930) oder Our Blushing Brides (1930) mitspielte. Ihre heute bekannteste Rolle spielte sie schließlich 1931 in dem Laurel-und-Hardy-Kurzfilm Die Dame auf der Schulter, in welchem sie die Frau von Stan Laurel, Mrs. Laurel, verkörperte. Es folgten Auftritte in heute weniger bekannten Filmen wie Imitation of Life (1934) als Lehrerin. Norma Drew beendete ihre Filmkarriere allerdings sehr bald darauf.
Bis 1953 war sie mit Ernest Pagano verheiratet und bis 1985 mit Owen Churchill.

## Filmografie
- 1930: What a Man!
- 1930: Our Blushing Brides
- 1931: Die Dame auf der Schulter (Chickens Come Home)
- 1931: Fast and Furious
- 1932: Forbidden Company
- 1933: Eine Frau vergisst nicht (Only Yesterday)
- 1934: Dr. Monica
- 1934: Imitation of Life
- 1935: Magnificent Obsession
- 1936: The Man I Marry